# Cruger
Cruger es un pueblo situado en el condado de Holmes, Misisipi, Estados Unidos. Tiene una población estimada, a mediados de 2021, de 261 habitantes.

## Demografía

### Censo de 2020
Según el censo de 2020, en ese momento había 268 habitantes y 112 hogares en la localidad. La densidad de población era de 107.20 hab./km². Había 138 viviendas, con una densidad de 55.2 viviendas/km².
| Raza                   | Núm. | Porc.  |
| ---------------------- | ---- | ------ |
| Afroamericanos         | 213  | 79.48% |
| Blancos                | 53   | 19.78% |
| Amerindios             | 1    | 0.37%  |
| De una mezcla de razas | 1    | 0.37%  |
| Total                  | 268  | 100%   |

Del total de la población, el 2.99% eran hispanos o latinos de cualquier raza.

### Censo de 2000
Según el censo de 2000, en ese momento había 449 personas, 161 hogares y 112 familias residiendo en la localidad. La densidad de población era de 178,7 hab./km². Había 177 viviendas con una densidad de 70,5 viviendas/km². El 25,61% de los habitantes eran blancos, el 74,16% afroamericanos y el 0,22% asiáticos. El 2,23% de la población eran hispanos o latinos de cualquier raza.
De los 161 hogares en el 33,5% había menores de 18 años, el 32,3% pertenecía a parejas casadas, el 30,4% tenía a una mujer como cabeza de familia, y el 30,4% no eran familias. El 29,8% de los hogares estaba compuesto por un único individuo, y el 16,1% pertenecía a alguien mayor de 65 años viviendo solo. El tamaño promedio de los hogares era de 2,79 personas, y el de las familias de 3,46.
La población estaba distribuida en un 32,1% de habitantes menores de 18 años, un 10,0% entre 18 y 24 años, un 25,8% de 25 a 44, un 15,1% de 45 a 64, y un 16,9% de 65 años o mayores. La media de edad era 32 años. Por cada 100 mujeres había 89,5 hombres. Por cada 100 mujeres de 18 años o más, había 77,3 hombres.
Los ingresos medios por hogar en la localidad eran de 15.417 dólares ($), y los ingresos medios por familia eran 27.500 $. Los hombres tenían unos ingresos medios de 24.375 $ frente a los 22.813 $ para las mujeres. La renta per cápita para la ciudad era de 14.125 $. El 44,7% de la población y el 32,8% de las familias estaban por debajo del umbral de pobreza. El 50,7% de los menores de 18 años y el 58,0% de los habitantes de 65 años o más vivían por debajo del umbral de pobreza.

## Geografía
Según la Oficina del Censo de los Estados Unidos, la localidad tiene un área total de 2.50 km², correspondientes en su totalidad a tierra firme.